# Hadrumet
Hadrumet (llatí: Hadrūmētum) fou una ciutat de la província romana de l'Àfrica, i més tard capital de la província de la Bizacena. Era a la costa, a la part sud del golf d'Hammamet (antic Sinus Neapolitanus).

## Nom
El nom fenici i púnic de la ciutat era drmt (𐤃𐤓𐤌𐤕), 'Meridional', o ʾdrmt (𐤀𐤃𐤓𐤌𐤕), 'la Meridional'. Un fenomen similar es dona en l'antic nom fenici de Cadis, que es documenta tant amb la forma Gadir ('Fortalesa¡) com amb Agadir ('la Fortalesa').
Les transcripcions antigues del nom ofereixen un gran nombre de variants. Els grecs van hel·lenitzar el nom de forma molt diversa: Adrýmē (Ἀδρύμη), Adrýmēs (Ἀδρύμης), Adrýmēton (Ἀδρύμητον), Adrýmētos (Ἀδρύμητος), Adramýtēs (Ἀδραμύτης) i Adrámētós (Ἀδράμητος). Les inscripcions romanes que ens han pervingut i les monedes van estandarditzar la seva llatinització com a Hadrumetum, però també apareix en altres fonts amb les formes Adrumetum, Adrumetus, Adrimetum, Hadrymetum, etc. Després de la seva refundació com a colònia romana, el seu nom formal va esdevenir Colonia Concordia Ulpia Trajana Augusta Frugifera Hadrumetina, en honor al seu patrocinador imperial.
Va ser reanomenada Honoriòpolis per l'emperador Honori a principis del segle v, després Hunericòpolis arran del rei vàndal Huneric i encara després Justinianòpolis, per l'emperador romà d'Orient Justinià I.

## Història
Fou una colònia fenícia més antiga que Cartago, que després la va dominar. Va passar a Roma juntament amb Cartago i Plini l'esmenta com a ciutat lliure (oppida libera) del districte de Bizacium. Apareix esmentada a les guerres púniques i a les guerres civils. Trajà la va convertir en colònia romana (Colonia Concordia Ulpia Trajana Augusta Frugifera Hadrumetina) i es coneixen monedes amb el nom Colonia Concordia Julia Hadrumetina Pia. Al segle v va caure en mans dels vàndals i va quedar damnada, però fou restaurada per Justinià I i rebatejada amb el nom de Justiniana o Justinianòpolis. Possiblement es va dir Heraclea durant el regnat de l'emperador Heracli.

## Economia
El seu districte era fèrtil i fou un port exportador de gra, del qual la Bizacena era productor destacat. El lloc tenia un amfiteatre mirant al mar, i estava envoltat per muralles que no incloïen el port, anomenat Cothon.
Les ruïnes de la ciutat es conservaven en temps del geògraf àrab Abu-Ubayd al-Bakrí de Còrdova, que en descriu l'edifici anomenat Malab, construït amb pedra de l'Etna, possiblement un teatre, i un altre edifici anomenat al-Kubtas, que probablement era un temple (i que encara es conserva i rep el nom de Makluba). La resta de ruïnes que es conserven són una part del port i de les muralles, a més d'algunes inscripcions i alguns mosaics.
Si bé alguns la van identificar amb Herklah pels Itineraris, es dedueix que és la moderna Sussa, 15 km al sud, i Herklah correspon a Horrea Coelia, un empori comercial d'Adrumetum.
A la ciutat hi va néixer el cèsar Clodi Albí.